# Biuro Paszportów
Biuro Paszportów MSW – jednostka organizacyjna Ministerstwa Spraw Wewnętrznych PRL, powiązana z organami bezpieczeństwa państwa. Kilkakrotnie zmieniająca nazwę, funkcjonująca jako samodzielny pion w latach 1950–1990, zajmowała się wydawaniem paszportów oraz kontrolą zagranicznych wyjazdów osób obywatelstwa polskiego.

## Pion paszportów MBP
W latach 40. sprawy paszportów należały do właściwości Ministra Administracji Publicznej. W tym czasie w strukturach wywiadu Ministerstwa Bezpieczeństwa Publicznego istniała odrębna komórka odpowiedzialna za wydawanie paszportów służbowych dla funkcjonariuszy oddelegowanych do pracy operacyjnej za granicą. Początkowo był to Referat Paszportowy Wydziału II Samodzielnego MBP, zaś po utworzeniu w lipcu 1947 r. Departamentu VII MBP zadania te przejął jego Wydział VII (paszportowo-wizowy).
W związku ze zniesieniem Ministerstwa Administracji Publicznej w połowie 1950 r. na mocy rozporządzenia Rady Ministrów z 3 czerwca 1950 r. sprawy wydawania paszportów przeszły do zakresu działania Ministra Bezpieczeństwa Publicznego. Rozkazem organizacyjnym nr 044 z 13 czerwca 1950 r. minister utworzył Biuro Paszportów Zagranicznych MBP, które powstało na bazie Wydziału Paszportowego rozwiązanego resortu oraz Wydziału VII Departamentu VII MBP. Jednostka ta funkcjonowała aż do zlikwidowania ministerstwa pod koniec 1954 r.

## Pion paszportów MSW
Po powołaniu w miejsce MBP dwóch odrębnych resortów komórka znalazła się pod kontrolą Ministra Spraw Wewnętrznych jako Biuro Paszportów Zagranicznych MSW (zgodnie z uchwałą nr 823 Rady Ministrów z 7 grudnia 1954 r. o organizacji i zakresie działania ministerstwa oraz późniejszą uchwałą nr 228 Rady Ministrów z 19 marca 1955 r. w sprawie statutu organizacyjnego MSW). 8 czerwca 1956 r. minister wydał zarządzenie, na mocy którego do wydawania paszportów w terenie zostały upoważnione organy Milicji Obywatelskiej. Od tego czasu w komendach wojewódzkich zaczęto organizować samodzielne sekcje paszportowe, które w ciągu kilku lat rozbudowano do etatów wydziałów. 1 października 1960 r. nastąpiła zmiana nazwy biura działającego od tej pory jako Biuro Paszportów MSW.
Struktura pozostawała jednostką milicyjną aż do 1 kwietnia 1964 r., gdy włączono ją w skład Służby Bezpieczeństwa. W terenie wydziały paszportów KW MO przekazano pod kontrolę zastępców komendantów wojewódzkich MO ds. bezpieczeństwa z dniem 15 lipca 1964 r. (ponadto pod koniec lat 60. odpowiednie stanowiska ds. paszportów utworzono również we wszystkich referatach ds. bezpieczeństwa / SB komend miejskich i powiatowych). Po kilku latach, ze względu na przejęcie od MO spraw związanych z wydawaniem dowodów osobistych, minister zarządzeniem organizacyjnym nr 035 z 4 kwietnia 1967 r. nadał komórce nazwę Biuro Paszportów i Dowodów Osobistych MSW (obowiązującą od 1 kwietnia 1967 r.), analogiczne przekształcenia nastąpiły również w województwach.
Kolejnej zmiany dokonano 1 stycznia 1972 r. na mocy zarządzenia organizacyjnego nr 0100 ministra z 18 grudnia 1971 r., gdy Biuro Paszportów i Dowodów Osobistych MSW przejęło część uprawnień (rejestrację cudzoziemców) rozwiązanego Zarządu Kontroli Ruchu Granicznego MSW (na szczeblu KW MO reformę wprowadzono z dniem 1 kwietnia 1972 r. zgodnie z zarządzeniem organizacyjnym nr 027 ministra z 30 marca 1972 r.). Ostatnia reorganizacja nastąpiła 1 stycznia 1975 r. po przekazaniu spraw dowodów osobistych terenowym organom administracji państwowej. Na podstawie zarządzenia organizacyjnego nr 095 ministra z 18 grudnia 1974 r. przywrócona została nazwa Biuro Paszportów MSW.
W drugiej połowie lat 70. biuro posiadało następującą strukturę (która bez większych zmian funkcjonowała do 1990 r.):
- Wydział I (prognozowanie i analizy)
- Wydział II (wyjazdy prywatne)
- Wydział III (sprawy cudzoziemców)
- Wydział IV (wyjazdy służbowe)
- Wydział V (ewidencja)
- Wydział VI (sprawy ogólne).

W listopadzie 1981 r., po przeprowadzeniu reformy centrali MSW, nadzór nad jednostką powierzono szefowi Służby Wywiadu i Kontrwywiadu. Stan ten przetrwał aż do likwidacji Biura Paszportów MSW i rozwiązania Służby Bezpieczeństwa (31 lipca 1990 r.).
Na początku 1990 r. terenowe jednostki Biura Paszportów MSW w urzędach spraw wewnętrznych ponownie znalazły się pod kontrolą MO. Podczas przekształcania Milicji Obywatelskiej w Policję funkcjonariusze wydziałów paszportów WUSW nie zostali objęci weryfikacją, lecz w większości podjęli służbę w wydziałach paszportów komend wojewódzkich Policji pod bezpośrednim nadzorem Ministra Spraw Wewnętrznych. Stan przejściowy zakończył się 8 kwietnia 1991 r., gdy na mocy nowych przepisów sprawy wydawania paszportów zostały przekazane wojewodom.

## Kierownictwo
Dyrektorzy Biura Paszportów (Zagranicznych) MBP / MSW:
- ppłk Władysław Spychaj-Sobczyński (15 czerwca 1950 r. – 20 stycznia 1952 r.)
- kpt. Amelia Leśniewska (p.o.) (1 stycznia 1952 r. – 31 grudnia 1952 r.)
- kpt./mjr Amelia Leśniewska (1 stycznia 1953 r. – 30 kwietnia 1957 r.)
- ppłk Jerzy Roszak (1 maja 1957 r. – 30 września 1960 r.)
- mjr/ppłk/płk Adam Janowski (1 października 1960 r. – 31 lipca 1965 r.)
- ppłk/płk Idzi Bryniarski (1 sierpnia 1965 r. – 31 marca 1967 r.)

Dyrektorzy Biura Paszportów i Dowodów Osobistych MSW:
- płk Idzi Bryniarski (1 kwietnia 1967 r. – 28 lutego 1968 r.)
- płk Mieczysław Glanc (1 marca 1968 r. – 31 grudnia 1974 r.)

Dyrektorzy Biura Paszportów MSW:
- płk Mieczysław Glanc (1 stycznia 1975 r. – 14 lipca 1975 r.)
- płk Wacław Szarszewski (15 lipca 1975 r. – 9 września 1982 r.)
- gen. bryg. Rudolf Rusin (1 lutego 1983 r. – 5 lutego 1990 r.)
- gen. bryg. Jerzy Ćwiek (5 lutego 1990 r. – 31 lipca 1990 r.)